# 米克沙特·卡尔曼

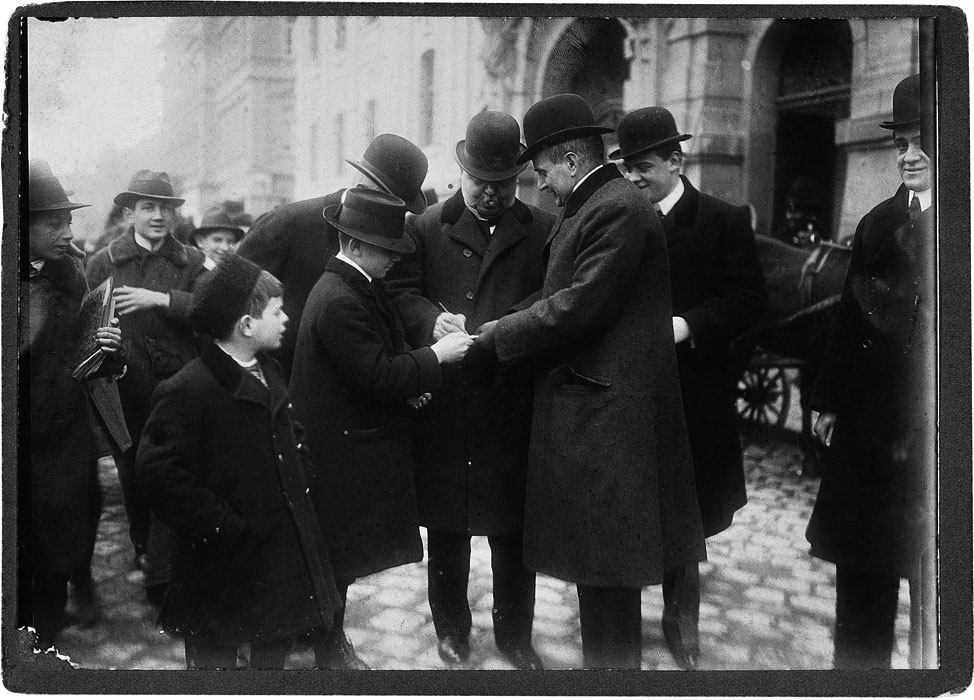
人们向米克沙特·卡尔曼索要签名（1900年）

米克沙特·卡尔曼（匈牙利語：Mikszáth Kálmán，1847年1月16日—1910年5月28日）是匈牙利十九世纪末、二十世纪初的重要作家。他善于运用讽刺与幽默的手法批判社会现实。
他于1866至1869在布达佩斯大学学习法律。大学毕业后，曾经短暂地担任下层官员，不久，转入新闻界，开始从事写作。由于他在小说上的突出成就，1887年，被选为匈牙利国会议员，1889年当选匈牙利科学院院士。

## 中译本
- 《米克沙特短篇小说选》
- 《圣彼得的伞》
- 《奇婚记》
- 《笼中鸽》
- 《王后的裙子》
- 《围攻别斯捷尔采城：一个古怪人的故事》